# 1880年鐵路
此條目列出1880年發生有關鐵路運輸的事件。

## 事件

### 3月
- 3月20日：南太平洋鐵路列車首次抵達圖森。

### 5月
- 5月13日：愛迪生首次在門洛公園（英语：Menlo Park, New Jersey）試行電氣化鐵路。

### 6月
- 6月15日：重建的柏林安哈爾特車站（英语：Berlin Anhalter Bahnhof）啟用。
- 6月18日：危地馬拉第一條鐵路通車。